# Alondes Williams
Alondes Williams (Milwaukee, 19 de junho de 1999) é um jogador norte-americano de basquete profissional que atualmente joga no Detroit Pistons da National Basketball Association (NBA) e no Motor City Cruise da G-League.
Ele jogou basquete universitário no Triton College, na Universidade de Oklahoma e na Universidade Wake Forest.

## Carreira no ensino médio
Williams jogou basquete na Riverside University High School em Milwaukee, Wisconsin, onde foi treinado por Tyrone Lewis. Em seu último ano, Williams teve uma média de 12,3 pontos.

## Carreira universitária
Como calouro no Triton College, Williams teve médias de 13,8 pontos e 6,3 rebotes e foi selecionado para a Primeira-Equipe da North Central Community College Conference (N4C). Sua equipe ganhou o título da Divisão II da National Junior College Athletic Association (NJCAA) antes de se mudar para a Divisão I da NJCAA no ano seguinte.
Em sua segunda temporada, Williams teve médias de 17 pontos, 7,7 rebotes e 5,3 assistências e foi nomeado Jogador do Ano da N4C. Ele se transferiu para a Universidade de Oklahoma em sua terceira temporada e teve médias de 6,0 pontos e 1,9 rebotes.
Em seu último ano, Williams teve média de 6,7 pontos e 2,8 rebotes. Ele optou por usar um ano adicional de elegibilidade e se transferiu para a Universidade Wake Forest. Em 11 de dezembro de 2021, Williams registrou o segundo triplo-duplo na história do programa com 16 pontos, 14 rebotes e 10 assistências na vitória por 79-53 contra USC Upstate. Ele foi nomeado o Jogador do Ano da ACC.

## Carreira profissional

### Brooklyn Nets (2022–2023)
Depois de não ter sido selecionado no draft da NBA de 2022, Williams assinou um contrato de mão dupla com o Brooklyn Nets da National Basketball Association (NBA) e com o Long Island Nets da G-League. Ele foi dispensado pelos Nets em 12 de janeiro de 2023, após participar de apenas um jogo da temporada regular.

### Long Island Nets (2023)
Em 18 de janeiro de 2023, Williams foi readquirido pelo Long Island Nets.

### Miami Heat / Sioux Falls Skyforce (2023–2024)
Em 24 de julho de 2023, os direitos de Williams foram trocados para o Sioux Falls Skyforce e, em 11 de agosto, ele assinou com o Miami Heat. No entanto, ele foi dispensado em 14 de outubro e, em 30 de outubro, juntou-se ao Skyforce. Em 9 de fevereiro de 2024, ele assinou um contrato de duas vias com o Heat.
Em 5 de abril, foi nomeado o Jogador que Mais Evoluiu da NBA G League após uma média de 20,3 pontos com 49,8% de aproveitamento nos arremessos, 5,3 rebotes, 7,1 assistências, 1,3 roubos de bola e 0,6 bloqueios em 43 partidas.
Em 30 de setembro de 2024, Williams assinou um contrato com o Los Angeles Clippers, mas foi dispensado em 19 de outubro.

### Detroit Pistons / Motor City Cruise (2024–Presente)
Em 22 de outubro de 2024, Williams assinou um contrato de duas vias com o Detroit Pistons e com seu afiliado na G League, Motor City Cruise.

## Estatísticas da carreira

### NBA

#### Temporada regular
| Ano      | Equipe   | PJ | PT | MPJ | AP   | 3P   | LL    | RT  | AS | BR | TO | PPJ |
| -------- | -------- | -- | -- | --- | ---- | ---- | ----- | --- | -- | -- | -- | --- |
| 2022–23  | Brooklyn | 1  | 0  | 5.3 | —    | —    | —     | 1.0 | .0 | .0 | .0 | .0  |
| 2023–24  | Miami    | 7  | 0  | 2.2 | .250 | .000 | 1.000 | .1  | .0 | .0 | .1 | .7  |
| Carreira | Carreira | 8  | 0  | 3.7 | .250 | .000 | 1.000 | .5  | .0 | .0 | .0 | .3  |

### Universitário
| Ano      | Equipe      | PJ  | PT | MPJ  | AP   | 3P   | LL   | RT  | AS  | BR  | TO  | PPJ  |
| -------- | ----------- | --- | -- | ---- | ---- | ---- | ---- | --- | --- | --- | --- | ---- |
| 2017–18  | Triton      | 36  | —  | —    | .577 | .376 | —    | 6.3 | 2.7 | —   | —   | 13.8 |
| 2018–19  | Triton      | 33  | 32 | 21.7 | .504 | .404 | .701 | 7.7 | 5.3 | 1.8 | 1.0 | 17.0 |
| 2019–20  | Oklahoma    | 31  | 10 | 16.6 | .438 | .283 | .636 | 1.9 | .6  | .4  | .1  | 6.0  |
| 2020–21  | Oklahoma    | 24  | 14 | 18.5 | .481 | .167 | .839 | 2.8 | 1.3 | .7  | .3  | 6.7  |
| 2021–22  | Wake Forest | 35  | 35 | 34.1 | .507 | .282 | .691 | 6.4 | 5.2 | 1.2 | .4  | 18.5 |
| Carreira | Carreira    | 159 | 91 | 22.7 | .501 | .302 | .716 | 5.0 | 3.0 | 1.0 | .4  | 12.4 |

Fonte: